# Efthalía Míci
Efthalía Míci (görögül: Ευθαλία Μήτση, Athén, 1980. március 3. –) görög nemzetközi női labdarúgó-játékvezető.

## Pályafutása

### Nemzetközi játékvezetés
A Görög labdarúgó-szövetség Játékvezető Bizottsága (JB) terjesztette fel nemzetközi játékvezetőnek, a Nemzetközi Labdarúgó-szövetség (FIFA) 2005-től tartja nyilván bírói keretében. A FIFA/UEFA JB besorolása szerint az „elit” kategóriába tevékenykedik. Több nemzetek közötti válogatott és klubmérkőzést vezetett, vagy működő társának 4. bíróként, illetve alapvonalbíróként segített.
| Időpont         | Mérkőzés típusa           | Mérkőzés                    |
| --------------- | ------------------------- | --------------------------- |
| 2006. május 11. | első válogatott mérkőzése | Portugália–Fehéroroszország |

#### Női labdarúgó-világbajnokság

##### U17-es női labdarúgó-világbajnokság
Új-Zéland az 1., a 2008-as U17-es női labdarúgó-világbajnokságot, Trinidad és Tobago a 2010-es U17-es női labdarúgó-világbajnokságot rendezte, ahol a FIFA JB bíróként alkalmazta.

##### 2008-as U17-es női labdarúgó-világbajnokság
| Időpont           | Helyszín                   | Mérkőzés típusa              | Mérkőzés                           | Eredmény | Nézők száma |
| ----------------- | -------------------------- | ---------------------------- | ---------------------------------- | -------- | ----------- |
| 2008. október 30. | Waikato Stadion, Hamilton  | csoportmérkőzés (C. csoport) | Japán–Egyesült Államok             | 1 – 1    | 4816        |
| 2008. november 2. | Waikato Stadion, Hamilton  | csoportmérkőzés (C. csoport) | Paraguay–Amerikai Egyesült Államok | 1 – 3    |             |
| 2008. november 8. | Városi Stadion, Wellington | egyik negyeddöntő            | Dánia–Észak-Korea                  | 0 – 4    |             |

##### 2010-es U17-es női labdarúgó-világbajnokság
| Időpont              | Helyszín                  | Mérkőzés típusa        | Mérkőzés                     | Eredmény | Nézők száma |
| -------------------- | ------------------------- | ---------------------- | ---------------------------- | -------- | ----------- |
| 2010. szeptember 12. | Ato Boldon Stadion, Couva | selejtező (A. csoport) | Dél-Korea–Trinidad és Tobago | 1 : 0    | 8 000       |
| 2010. szeptember 6.  | Ato Boldon Stadion, Couva | selejtező (C. csoport) | Új-Zéland–Venezuela          | 1 : 2    | 1 364       |
| 2010. szeptember 10. | Manny Ramjohn, Marabella  | egyik negyeddöntő      | Nigéria–Dél-Korea            | 0 : 3    | 0000        |

##### 2011-es női labdarúgó-világbajnokság
A világbajnoki döntőhöz vezető úton Németországba a VI., a 2011-es női labdarúgó-világbajnokságra a FIFA JB három találkozón 4. (tartalék) játékvezetőként foglalkoztatta.

##### 2015-ös női labdarúgó-világbajnokság
A Nemzetközi Labdarúgó-szövetség 2015 márciusában nyilvánosságra hozta annak a 29 játékvezetőnek (22 közreműködő valamint 7 tartalék, illetve 4. bíró) és 44 asszisztensnek a nevét, akik közreműködhetnek Kanadában a 2015-ös női labdarúgó-világbajnokságon. A 9 európai játékvezető hölgy között szerepel a listán.
A kijelölt játékvezetők és asszisztensek 2015. június 26-án Zürichben, majd két héttel a világtorna előtt Vancouverben vesznek rész továbbképzésen, egyben végrehajtják a szokásos elméleti és fizikai Cooper-tesztet. Végérvényesen itt döntenek a mérkőzésvezető és támogató játékvezetők személyéről.

###### Selejtező mérkőzés
Selejtező mérkőzéseket az UEFA zónában vezetett.
| Időpont              | Helyszín                      | Mérkőzés típusa           | Mérkőzés                   | Eredmény | Nézők száma |
| -------------------- | ----------------------------- | ------------------------- | -------------------------- | -------- | ----------- |
| 2014. április 5.     | Tallaght Stadion, Dublin      | előselejtező (1. csoport) | Észak-Írország–Németország | 2 – 3    | 1623        |
| 2014. június 14.     | FK Viktoria Stadion, Prága    | előselejtező (2. csoport) | Csehország–Olaszország     | 0 – 4    | 650         |
| 2014. augusztus 21.  | Cardiff City Stadium, Cardiff | előselejtező (6. csoport) | Wales–Anglia               | 0 – 4    | 3581        |
| 2014. szeptember 17. | Laugardalsvöllur, Reykjavík   | előselejtező (3. csoport) | Izland–Szerbia             | 9 – 1    | 753         |
| 2014. október 29.    | Aréna Lviv, Lviv              | előselejtező (rájátszás)  | Ukrajna–Olaszország        | 2 – 2    | 1936        |

###### Világbajnoki mérkőzés
| Időpont          | Helyszín                | Mérkőzés típusa              | Mérkőzés             | Eredmény | Nézők száma |
| ---------------- | ----------------------- | ---------------------------- | -------------------- | -------- | ----------- |
| 2015. június 9.  | Városi Stadion, Moncton | csoportmérkőzés (4. csoport) | Franciaország–Anglia | 1 – 0    | 38 000      |
| 2015. június 17. | Városi Stadion, Moncton | csoportmérkőzés (E. csoport) | Costa Rica–Brazília  | 0 – 1    | 9543        |

#### Női labdarúgó-Európa-bajnokság
Svédország rendezte a 8., a 2013-as női labdarúgó-Európa-bajnokságot, ahol a FIFA/UEFA JB hivatalnokként foglalkoztatta.

##### 2013-as női labdarúgó-Európa-bajnokság

###### Selejtező mérkőzés
| Időpont           | Helyszín                           | Mérkőzés típusa           | Mérkőzés                  | Eredmény | Nézők száma |
| ----------------- | ---------------------------------- | ------------------------- | ------------------------- | -------- | ----------- |
| 2011. október 22. | Városi Stadion, Vejle              | előselejtező (7. csoport) | Dánia–Ausztria            | 3 – 0    | 1695        |
| 2012. március 31. | Carl-Benz-Stadion, Mannheim        | előselejtező (2. csoport) | Németország–Spanyolország | 5 – 0    | 11 617      |
| 2012. október 25. | Olimpiain Stadion, Rosztov-na-Donu | előselejtező (rájátszás)  | Oroszország–Ausztria      | 1 – 1    | 5000        |

#### Olimpiai játékok
Angliába rendezték a XXX., a 2012. évi nyári olimpiai játékok labdarúgó tornáját, ahol a FIFA JB bírói szolgálatra alkalmazta.

##### 2012. évi nyári olimpiai játékok
| Időpont          | Helyszín                      | Mérkőzés típusa              | Mérkőzés                      | Eredmény | Nézők száma |
| ---------------- | ----------------------------- | ---------------------------- | ----------------------------- | -------- | ----------- |
| 2012. július 28. | Hampden Park Stadion, Glasgow | csoportmérkőzés (G. csoport) | Egyesült Államok–Kolumbia     | 3 – 0    | 11 313      |
| 2012. július 31. | Millennium Stadion, Cardiff   | csoportmérkőzés (F. csoport) | Japán–Dél-afrikai Köztársaság | 0 – 0    | 24 202      |

#### Algarve-kupa
Portugália rendezte a 21., a 2014-es Algarve-kupa labdarúgó tornát, ahol a FIFA JB játékvezetőként vette igénybe szolgálatát.

##### 2014-es Algarve-kupa

###### Algarve-kupa mérkőzés
| Időpont           | Helyszín                    | Mérkőzés típusa              | Mérkőzés               | Eredmény | Nézők száma |
| ----------------- | --------------------------- | ---------------------------- | ---------------------- | -------- | ----------- |
| 2014. március 5.  | Bela Vista Stadion, Parchal | csoportmérkőzés (B. csoport) | Japán–Egyesült Államok | 1 – 1    | 500         |
| 2014. március 12. | Algarve Stadion, Faro       | döntő                        | Németország–Japán      | 3 – 0    | 600         |